# Reinhold Geijer (född 1953)
Reinhold Geijer, född 1953 i Sundsvall, är en svensk företagsledare. Han har tidigare varit verkställande direktör (VD) och styrelseledamot i flera större företag, där det kanske mest kända uppdraget var som VD och koncernchef för Sparbanken Sverige respektive Föreningssparbanken 1995-1999.
Geijer är son till revisorn Reinhold Geijer (född 1917) och Margareta, född Cavalli.
Geijer avlade ekonomexamen vid Handelshögskolan i Stockholm 1976. Han arbetade vid skogsföretaget Weyerhaeuser  Integrated Forest Company i USA 1976-1977 och var därefter VD-assistent och projektledare vid SSAB 1978-1981 följt av en post som marknads- och försäljningsansvarig vid Ericsson Radio Systems 1981-1984. Han arbetade därefter i Sparbanken/Swedbank-relaterade företag under en lång följd av år. Han var vice VD och därefter VD för Spintab Finans AB 1985-1991, VD för Spintab 1992-1993 och sedan personaldirektör och vice VD för Sparbanken Sverige 1993-1995. 1995 efterträdde han Göran Collert (som blev arbetande styrelseordförande) på VD-posten för Sparbanken Sverige. 1997 slogs Sparbanken Sverige ihop med Föreningsbanken och bildade Föreningssparbanken, med Geijer som VD fram till 1999.
Januari till oktober 2000 var han finanschef för Telia, i samband med företagets börsintroduktion. Han var därefter VD för Nordisk Renting (som från 2003 ägdes av Royal Bank of Scotland) från november 2001 till början av 2016.
Geijer har också varit Nordenchef för Royal Bank of Scotland Nordic. Han har vidare varit styrelseordförande för Spintab (del i Swedbank Group), och ordförande för Sparbanken Finans.
Bland tidigare styrelseuppdrag återfinns bland annat ordförandeuppdragen i Nära Kroppen AB, BTS Group AB, Svenska Lagerhus AB, Foreign Bankers Association samt styrelseledamotsuppdrag Sjunde AP-fonden, OEM International, Kundinkasso AB (numera Lindorff Group)*, Swedish Bankers Association (Bankföreningen), OMX Stockholmsbörsen, SEB Trygg Liv Gamla, Sydsvenska Dagbladet AB, Kvällsposten/GT och Intrum Justitia AB.
Sedan början av 2016 är Geijer verksam i styrelse- och rådgivningsarbete. Bland uppdragen återfinns ordförande i BTS Group AB, styrelseledamot i Skandia, Eterna Invest AB, Zacco A/S, Brittisk Svenska Handelskammaren, Sverige-Amerika Stiftelsen, Foreign Bankers Association samt Young Presidents Organisation (YPO) Gold, Swedish Chapter.